# Анапский сельский округ
Анапский сельский округ — административно-территориальная единица в составе Анапского района Краснодарского края. В рамках муниципального устройства относится к муниципальному образованию город-курорт Анапа.
Административный центр — станица Анапская.

## Население
| 2002   | 2010    | 2017    |
| ------ | ------- | ------- |
| 15 861 | ↗18 195 | ↗24 034 |

## Населённые пункты
В состав сельского округа входят семь населённых пунктов:
| № | Населённый пункт | Тип населённого пункта | Население |
| - | ---------------- | ---------------------- | --------- |
| 1 | Анапская         | станица                | ↘15 593   |
| 2 | Бужор            | село                   | ↘487      |
| 3 | Куматырь         | хутор                  | ↗145      |
| 4 | Курбацкий        | хутор                  | ↗187      |
| 5 | Куток            | хутор                  | ↘11       |
| 6 | Тарусин          | хутор                  | ↗392      |
| 7 | Усатова Балка    | хутор                  | ↗866      |